# Çò des de Menginat
Çò des de Menginat és una casa del poble de Bagergue, al municipi de Naut Aran (Vall d'Aran) protegida com a bé cultural d'interès local.

## Descripció
Aquesta casa s'estructura en tres pisos. A la planta baixa trobem la porta, que no està centrada respecte de la façana, i una finestra rectangular. La porta està formada per grans carreus de pedra i forma un arc en el qual hi ha un escut en el qual hi apareix el sol i la lluna i dos lleons de peu.
A la primera planta hi ha dos balcons que sobresurten respecte de la façana amb baranes de ferro. Entremig dels balcons hi ha el rellotge de sol de forma rectangular que marca correctament les hores. Aquest rellotge solar pot haver rebut la influència del de la casa de Joanchiquet a Vilamós que data del segle xviii i actualment s'ha restaurat.
La tercera planta correspon a la coberta de la casa que és de llosa de pissarra. A l'enllosat hi ha una llucana. La part superior de la façana lateral conté un balcó de fusta que va de costat a costat.

## Història
A principis del segle xix hi havia dues cases força importants a Bagergue, que eren la de la família Jaquet i la família Menginat. Aquestes dues famílies eren rivals per qüestions propietat de les terres.
El 1804, tal com indica la inscripció de la porta es construeix la casa Ço de Menginat i el nom del propietari era el senyor Antonio Roig, fill de Manuel Roig que era comte. Aquesta família vivia a Barcelona i passava els estius a Bagergue. La casa quedava en mans dels masovers que vivien en una casa del costat. Cap al 1900 Nenè Moga compra les propietats de la família Roig. La família Moga també és coneguda com a Andrèu. En el primer quart del segle XX la família Pava va llogar Çò de Menginat.
A mitjan segle xx va fer funcions d'escola quan la vella escola es va cremar.